# 乌木铁角蕨
乌木铁角蕨（学名：Asplenium fuscipes），为铁角蕨科铁角蕨属下的一个植物种。  名稱已修訂，正名為線裂鐵角蕨 （Asplenium coenobiale）。